# Нова Поненте
Но̀ва Понѐнте (на италиански: Nova Ponente; на немски: Deutschnofen, Дойчнофен) е малко градче и община в Северна Италия, автономна провинция Южен Тирол, автономен регион Трентино-Южен Тирол. Разположено е на 1357 m надморска височина. Населението на общината е 3902 души (към 2010 г.).

## Език
Официални общински езици са и италианският и немският. Най-голямата част от населението говори немски. В общината се говори и други романски език, ладинският.
| %     | Роден език      |
| 2,33  | Италиански език |
| 97,42 | Немски език     |
| 0,25  | Ладински език   |